# Åke Lundqvist (journalist)
Åke Lundqvist, född 1940, är en svensk journalist och författare. Han är mångårig medarbetare i Dagens Nyheter. Han har skrivit den första boken som helt ägnas Dagens Nyheters kultursidas historia. Vidare har Åke Lundqvist skrivit om den hebreiska bibeln, kiosklitteratur, Johann Wolfgang von Goethe och svenska författare.

## Priser och utmärkelser
- Samfundet De Nios Särskilda pris 2007[1]
- Gun och Olof Engqvists stipendium 2010[1]